# Hasday ibn Shaprut
Hasday ibn Shaprut (Jaén, c. 915-Córdoba, c. 975), cuyo nombre completo era Hasday Abu Yusuf ben Yitzhak ben Ezra ibn Shaprut (en hebreo: חסדאי בן יצחק בן עזרא אבן שפרוט‎, Hasdai ben Yitzhak ben Ezra ibn Shaprut; en árabe: حسداي بن شبروط‎, Abu Yussuf ibn Shaprut), fue un médico y diplomático judío del Califato de Córdoba. En ocasiones aparece en las fuentes clásicas nombrado a través del gentilicio Al-Yayaní o Al-Jianí, es decir, natural de Yayyan, nombre árabe de Jaén. 
Es la primera personalidad hispanojudía cuya vida y obra se conoce con cierto detalle. Según el historiador Heinrich Graetz, fue el principal impulsor de la conocida como edad de oro de la cultura judía en España.

## Biografía
Su padre, Ishaq o Isaac) ben Ezrá ibn Shaprut, también natural de Jaén, fue un hombre rico y piadoso, que incluso ejerció el mecenazgo con artistas judíos de su comunidad local y fundó una sinagoga en la aljama hebrea jiennense. Aunque Hasday cursó los estudios primarios en Jaén, todavía siendo joven marchó a Córdoba, seguramente con motivo de las actividades económicas de su padre.
En su juventud, Hasday aprendió hebreo, árabe y latín, lengua esta última que por entonces sólo era conocida en los reinos cristianos de la península ibérica por la alta jerarquía eclesiástica cristiana y que la aprendió en Córdoba. También dominaba el romance, incipiente castellano. Estudió asimismo medicina, y fue fama que había descubierto un remedio universal o panacea, llamada «Al-Faruk», una especie de antídoto contra el veneno, según algunos autores.
Fue médico del califa Abderramán III (912-961) y gracias a sus cualidades llegó a ser uno de sus principales consejeros, cargos que continuó con su hijo, el califa Alhakén II. Aunque nunca llegó a recibir el título oficial de visir, ejerció funciones similares a las de un ministro de asuntos exteriores actual y supervisaba las aduanas en el puerto de Córdoba. De hecho ostentó el cargo de nasi, una especie de «principado» como máximo responsable de las comunidades judías de al-Ándalus.
Estableció alianzas entre el califato de Córdoba y otras potencias, y se encargó de recibir embajadas, como la que en 949 envió a Córdoba el emperador bizantino Constantino VII, que trajo como presente al califa un magnífico códice de la obra botánica de Dioscórides, muy valorado por los médicos y naturalistas árabes. Con la ayuda de un culto monje bizantino llamado Nicolás, Hasday tradujo la obra al árabe.

## Actividad diplomática
Prestó importantes servicios al califa tratando con la embajada que, encabezada por Juan, abad de Gorze, fue enviada a Córdoba en 956 por Otón I. El califa, sabiendo que la carta del emperador germánico contenía palabras ofensivas para el Islam, encargó a Hasday que negociase con los enviados. Hasday pronto comprendió que la carta del emperador no podía entregarse al califa sin antes expurgarla de todo aquello que pudiera resultar ofensivo a la fe musulmana. El embajador Juan de Gorze afirmó: 

Nunca he visto un hombre de intelecto tan sutil como el judío Hasday.
Vita Johannis Gorziensis, ch. cxxi., en GH Pertz, Monumenta Germaniæ, iv. 371

Obtuvo también un brillante triunfo diplomático cuando surgieron dificultades entre los reinos de León y Navarra. Sancho I de León había sido depuesto por los partidarios de Ordoño IV. Gracias a las gestiones de Hasday, la abuela de Sancho, la ambiciosa reina Toda de Pamplona, pidió ayuda a Abderramán III para volver a instalar en el trono a su nieto. Éste, entretanto, había sido curado de su obesidad en Córdoba por el médico judío; existe la hipótesis de que para la cura de Sancho de León, Hasday le hizo recorrer el camino de Pamplona a Córdoba a pie. Finalmente las tropas coaligadas de musulmanes y navarros vencieron a Ordoño IV y repusieron a Sancho en el trono. A cambio, el rey de León entregó al califa diez castillos en la zona del Duero. Hasday mantuvo su influencia en la corte del hijo y sucesor de Abderramán, Al-Hakim, que incluso sobrepasó a su padre en su interés por la ciencia y la cultura.

## Papel en la cultura judía de al-Ándalus
Hasday intervino ante la emperatriz Elena Lecapena, hija del emperador bizantino Romano I Lecapeno, en defensa de una comunidad judía del sur de Italia que el emperador quería obligar a convertirse al cristianismo. Desde el siglo XI circuló en las comunidades judías de al-Ándalus una carta en hebreo escrita por él y dirigida al rey de los jázaros, pueblo que habitaba al norte del mar Negro y había abrazado el judaísmo como religión oficial; en la carta, Hasday pedía información acerca del país de los jázaros, e informaba a su vez sobre la situación de los judíos en Occidente. Algunos autores, como Baer, dudan, sin embargo, de que dicha carta, que fue publicada en el siglo XVI, sea realmente obra de Shaprut.
Mantuvo relación con varias escuelas rabínicas de Oriente, como las de Kairuán, Constantina y las de Babilonia. Fomentó los estudios rabínicos, nombrando a Moses ben Hanoch director de una escuela en Córdoba, y consiguiendo que el pensamiento judío de Occidente se independizase de la influencia babilónica y llegara a convertirse en el epicentro del saber judío a nivel internacional. Su figura marca el principio de la floreciente cultura judía andalusí. Estimuló el estudio de la literatura hebrea y apoyó a intelectuales como Menahem ben Saruq de Tortosa, que fue protegido de su padre, y Dunash ben Labrat; ambos dedicaron poemas a su protector.

## Inspirador de novelas
En él se inspiró la novela Los cipreses de Córdoba, de Yael Guiladi, y El calendario de Córdoba, de Ives Ouahnon.
Además, protagoniza, junto al general Galib, las novelas históricas de los autores Mark Heywood y Peter Dewar (Mark Dewar), Final de partida en Córdoba (2012) y La oración del crepúsculo (2013).
En 2016, Ediciones B publicó la novela Hasday, el médico del Califa, quinta novela de Carlos Aurensanz, que abarca toda la trayectoria vital del personaje, desde la infancia en Jaén hasta su labor como mano derecha de Abd al Rahman III en la Córdoba califal.  
En la novela histórica "La victoria perdida" de David Sañudo tiene un papel destacado como diplomático entre la corte de Abd al Rahman III y la de Ramiro II de León. Narrativas históricas, Ed Edhasa. 2020.   